# The One (canção de Shakira)
"The One" é uma canção gravada pela artista musical colombiana Shakira, para o seu primeiro álbum de estúdio em língua inglesa, Laundry Service. A faixa foi lançada como o quarto single do álbum em 2003 em muitos países europeus, mas não nos Estados Unidos. A Epic Records queria lançar "The One" nos Estados Unidos, mas devido ao fracasso da anterior "Objection (Tango)" de Shakira e que estava tendo desempenho abaixo do esperado, a Epic cancelou esses planos. No entanto, nos EUA "The One" foi capaz de fazer parte da contagem regressiva do TRL, onde atingiu o pico de número três. Em outros países, tornou-se um sucesso moderado.

## Antecedentes e lançamento
The One" foi composto por Shakira e Glen Ballard. Esta música é sobre o amor solitário de Shakira, sua expressão e obrigado pelo amor que lhe foi dado. Embora a música em si fosse uma música extremamente popular e muitas pessoas foram "tocadas" por isso, não foi bem nas paradas. Shakira nunca cantou a canção ao vivo em nenhum show, exceto para a Tour of the Mongoose 2002-2003, quando o single foi lançado em torno do tempo. A versão principal usada para o airplay de rádio foi o Glen's Radio Mix, que tem uma nova introdução e um arranjo musical diferente da versão do álbum.

## Desempenho nas paradas
Devido ao mal desempenho de "Objection (Tango)" que não foi muito bom nas paradas, chegando ao número cinquenta e cinco no Billboard Hot 100, a Epic Records cancelou os planos de lançar "The One" nos EUA. No entanto, ele foi lançado na maioria das partes da Europa, bem como outros países, como a Austrália. Foi moderadamente bem nos países europeus, como a França, onde atingiu o número quinze. Na Austrália, alcançou o número dezesseis, onde permaneceu em torno desse ponto até que finalmente deixou o gráfico.

## Videoclipe
O videoclipe para "The One" tem uma trama básica. Shakira está andando por uma cidade, vestindo uma jaqueta vermelha, onde ela vê todas as pessoas com seus namorados se amando e se abraçando, enquanto ela está sozinha. Ela, portanto, atravessa a chuva, esperando encontrar alguém que a amará para sempre. Enquanto ela atravessa a chuva, ela vê um casal idoso, uma mãe com seu filho, uma polícia atacando um homem com uma idosa olhando, precisando de alguém para ajudá-la e ele mime "você é o que eu preciso", enquanto está pelo contrário, ela está sozinha. O clipe termina com ela, encharcada pela chuva, cantando enquanto se encontrava de frente para o céu.

## Faixas e formatos
1. "The One" (Album Version) – 3:43
2. "The One" (Glen's Radio Mix) – 3:47
3. "Whenever, Wherever" (Hammad Bell Remix) – 3:48
4. "Te Aviso, Te Anuncio (Tango)" (Gigi D'Agostino Tango Remix) – 6:10